# Edge (Zeitschrift)
Edge (stilisierte Eigenschreibweise: EDGE) ist eine englischsprachige Computerspielezeitschrift. Sie wird vom britischen Verlag Future Publishing seit dem 19. August 1993 im vierwöchentlichen Rhythmus (13 Ausgaben pro Jahr) vorwiegend in Großbritannien veröffentlicht. Ein bekanntes Motto der EDGE lautet: „It’s not for everyone“ („Sie ist nicht für jeden“).

## Konzept
EDGE berichtet über Computerspiele verschiedener Plattformen. Es werden sowohl Spiele für Konsolen (auch für tragbare Modelle, sogenannte Handhelds) als auch für PC behandelt. Ein markantes Detail des Magazins ist, dass unter den jeweiligen Artikeln nicht die Namen der Redakteure, sondern immer ein E, das EDGE-Logo, steht. Während in vielen anderen Spielemagazinen die einzelnen Redakteure und Autoren durch Porträts und Meinungskästen stark in den Vordergrund rücken, tauchen die Namen der EDGE-Mitarbeiter nur im Impressum auf. Die Artikel werden immer aus der „EDGE-Perspektive“ geschildert („EDGE asked…“). Außerhalb dieser Perspektive schreiben noch diverse Kolumnisten aus der Fachwelt.
Ein weiteres Prinzip ist die Bewertung von Spielen auf einer Skala von eins bis zehn, wobei die jeweiligen Wertungen als relativ streng bekannt sind. So wurde die Bestnote 10 bisher für folgende Spiele vergeben:
- Bayonetta (Xbox 360)
- Bayonetta 2 (Wii U)
- Bloodborne (PlayStation 4)
- Dreams (PlayStation 4)
- Gran Turismo (PlayStation)
- Grand Theft Auto IV (Xbox 360, PlayStation 3)
- Grand Theft Auto V (Xbox 360, PlayStation 3)
- Half-Life 2 (PC)
- Halo: Kampf um die Zukunft (Xbox)
- Halo 3 (Xbox 360)
- Little Big Planet (PlayStation 3)
- Red Dead Redemption 2 (Xbox One, PlayStation 4)
- Rock Band 3 (Xbox 360, PlayStation 3, Nintendo Wii)
- Super Mario 64 (Nintendo 64)
- Super Mario Galaxy (Wii)
- Super Mario Galaxy 2 (Wii)
- Super Mario Odyssey (Nintendo Switch)
- The Last of Us (PlayStation 3)
- The Legend of Zelda: Ocarina of Time (Nintendo 64)
- The Legend of Zelda: Skyward Sword (Wii)
- The Legend of Zelda: Breath of the Wild (Wii U, Nintendo Switch)
- The Orange Box (Xbox 360, PC)

Die Bewertung nach Punkten spielt in der Edge nur eine nachrangige Rolle und wird daher im Layout bewusst unauffällig gehalten: Die Wertung tritt nur in Form einer kleinen Ziffer am Ende des Textes auf.
Besonderer Wert wird dagegen auf das Design und Layout gelegt, das sich mit seiner auffallend zurückhaltenden und schlichten Art zum Teil stark von anderen Zeitschriften der Branche abhebt. Das jeweilige Cover nimmt hier einen großen Stellenwert ein und ist oftmals frei von großen Schlagzeilen. Bei der lokalisierten Ausgabe für Deutschland wurde dies anders gehandhabt. Dort fand man teils sehr viele Schriftelemente über dem Coverbild.
Bis auf wenige Ausnahmen werden in der Regel keine Datenträger wie CDs oder DVDs beigelegt.

## Geschichte
Unter dem Namen Next Generation wurden auch Teile der EDGE in den USA verbreitet. Seit Ausgabe 155 (November 2005) erschien bis zum Juli 2007 auch eine deutsche Übersetzung, die von Computec Media veröffentlicht wurde. Die deutsche Übersetzung ließ an vielen Stellen den direkt aus dem Englischen übersetzten Text erkennen.
Im Januar 2007 wurde das zuvor monatlich erscheinende deutsche EDGE-Magazin auf eine zweimonatliche Erscheinungsweise umgestellt. Im Juli 2007 wurde das deutschsprachige Heft dann unvermittelt vom Computec-Verlag aus „strategischen Gründen“ eingestellt. Abonnenten erhielten stattdessen automatisch die PlayZone, ein Magazin für Sony-Spielkonsolen des Verlages, konnten aber telefonisch kündigen.

## Trivia
- Das Cover der Ausgabe 100 wurde von Shigeru Miyamoto gestaltet.
- In Ausgabe 124 wurden sämtliche Wertungen durch Fragezeichen ersetzt.
- Zum zehnjährigen Jubiläum erschien die Ausgabe 128 mit zehn verschiedenen Covers.
- Das Cover der Ausgabe 134 ist ein aufklappbarer Nintendo DS.
- Cover und Rückseite der Ausgabe 153 bilden flach ausgebreitet einen Ingame-Screenshot des Xbox-360-Spiels Project Gotham Racing 3.